# 전옥서
전옥서는 수도(囚徒, 옥에 갇혀 있는 죄수)에 관한 일을 맡아보는 관청이다. 재판 과정에 있는 미결수를 수감하는 감옥이며, 오늘날 형량이 확정되지 않은 형사 피의자를 구금하는 시설인 구치소에 해당한다. 
재판이 열리는 형조와 전옥서를 오가는 과정에서 탈옥하는 사건이 벌어지기도 했기 때문에 전옥서를 형조 옆으로 옮기자는 주장이 있었으나, 결국 실행되지 못했다. 1894년 7월에 경무청의 감옥서로 개편된다.

## 연혁

### 고려
전옥서의 이름이 등장하는 것은 《고려사》권17 세가제17 의종(毅宗) 2년 8월 4일 기축에 감옥에 죄수가 없는 것을 기념하여 닷새 동안 반야도량을 열었다는 기록이다. 《고려사》 직관지에 따르면 전옥서는 이미 국초에 설치되어 있었다고 하며, 성종(成宗) 14년(995년)에 이름을 중국식의 대리시(大理寺)로 고쳤다가 문종(文宗) 때에 다시 이름을 전옥서로 고쳤다. 충렬왕 34년(1308년)에 충선왕(忠宣王)이 형조(刑曹)를 언부(讞部)로 고치면서 기존의 감전색(監傳色)·도관(都官)·전옥서(典獄署)를 혁파함으로서 사라졌다가 공민왕(恭愍王) 11년(1362)에 다시 설치되었다. 
고려 때에는 국왕이 원구(圓丘) 및 우사(雩祀)·환구(圜丘)·체협향(禘祫享) 및 시향(時享)·태묘향(太廟享)·선농(先農)·경적(耕籍) 등의 제를 올린 뒤에 천하대사 즉 고려 천하의 죄인들에 대한 사면을 행하였는데, 형부 및 전옥서의 죄수들을 미리 의장대 바깥에 집결시켜 놓았다가 국왕의 사서(赦書)를 읽고 군민들이 환호하는 데에 이어 옥리가 죄수들에게 채운 형틀을 풀어주는 절차를 거쳤다.

### 조선
1. 1392년(태조 1년) 7월 28일: 전옥서의 관제를 정함. (정7품 관청)
2. 1405년(태종 5년) 3월 1일: 전옥서를 형조의 속아문(소속 관청)으로 함.
3. 1414년(태종 14년) 1월 18일: 전옥서의 영(令)을 승(丞)이라 하고, 승(丞)을 모두 부승(副丞)이라고 칭함.
4. 1466년(세조 12년) 1월 15일: 전옥서의 승을 없애고 주부와 참봉을 각각 하나 씩 둠. (종6품 관청)
5. 1742년(영조 18년) 10월 14일: 전옥서에 참봉 두 자리를 신설함.

## 청사
전옥서는 현재의 종로구 종각 서쪽 건너편 영풍문고 자리에 위치에 있었다. 담당 관원이 근무하는 청사, 하급 아전이 근무하는 사령청(使令廳), 죄인을 감금하는 옥사(獄舍) 등의 건물로 구성되었다.

## 관원

### 고려
《고려사》에는 성종 14년(995년)에 이름을 대리시로 고쳤을 때 대리시 소속의 평사(評事)가 있었다고 한다. 문종 때의 직제로는 
- 령(令) 1인 - 관품은 정8품으로 공민왕 11년(1362년) 종8품이 됨
- 승(丞) 2인 - 관품은 정9품으로 공민왕 11년 종9품이 됨
- 사(史) 2인
- 기관(記官) 3인

가 언급되어 있다.
조선 시대의 전옥서 관원 직제는 다음과 같다. 
| 품계  | 관직명     | 인원 |
| ----- | ---------- | ---- |
| 종7품 | 영(令)     | 2명  |
| 종8품 | 승(丞)     | 2명  |
| 없음  | 사리(司吏) | 2명  |

| 품계  | 관직명     | 인원 |
| ----- | ---------- | ---- |
| 종7품 | 승(丞)     | 2명  |
| 종8품 | 부승(副丞) | 2명  |
| 없음  | 사리(司吏) | 2명  |

| 품계  | 관직명     | 인원 |
| ----- | ---------- | ---- |
| 종6품 | 주부(注簿) | 1명  |
| 종9품 | 참봉(參奉) | 1명  |
| 없음  | 사리(司吏) | 2명  |

| 품계  | 관직명     | 인원 |
| ----- | ---------- | ---- |
| 종6품 | 주부(注簿) | 1명  |
| 종9품 | 참봉(參奉) | 3명  |
| 없음  | 사리(司吏) | 2명  |

## 참고 문헌
- 《조선왕조실록》